# 桑园镇 (蠡县)
桑园镇，是中华人民共和国河北省保定市蠡县下辖的一个乡镇级行政单位。

## 行政区划
桑园镇下辖以下地区：
桑园北村、桑园南村、桑园东村、潘东村、潘西村、大南庄村、小南庄村、杨东村、杨西村、杨南村、杨北村和桑园营村。